# Rheohyla miotympanum
Rheohyla miotympanum is een kikker uit de familie boomkikkers (Hylidae). De soort werd voor het eerst wetenschappelijk beschreven door Edward Drinker Cope in 1863. Oorspronkelijk werd de wetenschappelijke naam Hyla miotympanum gebruikt, later werd de soort aan het geslacht Ecnomiohyla toegewezen.

## Verspreiding en habitat
Deze soort komt voor in delen van Midden-Amerika en leeft endemisch in centraal en oostelijk Mexico. De kikker is aangetroffen op een hoogte van 1000 tot 2282 meter boven zeeniveau. Het is een bewoner van nevelbossen die zich voortplant in stromende wateren. Rheohyla miotympanum wordt vaak gevonden in de buurt van bromelia's en olifantsoor (Colocasia).